# Tatneft Arena
Tatneft Arena (ros. Татнефть-Арена) - hala sportowa znajdująca się w Kazaniu w Rosji. Została otwarta 26 grudnia 2005 roku. Na co dzień jest to lodowisko Ak Barsa Kazań. Tatneft Arena może pomieścić 10 000 kibiców.
W hali odbyły się Mistrzostwa świata do lat 18 w hokeju na lodzie mężczyzn w 2008 roku.
W sezonie KHL (2018/2019) 20 stycznia 2019 odbył się Mecz Gwiazd KHL.